# Dino Drpić
Dino Drpić (Zagreb, 26. svibnja 1981.) bivši je hrvatski nogometni nogometaš koji je igrao na poziciji braniča.

## Klupska karijera
Dino Drpić je prošao Dinamovu omladinsku školu i postao standardan član prve postave zagrebačkog kluba. U siječnju 2009. godine, nakon kazne premještanjem na transfer-listu u NK Dinamu, Drpić odlazi na šestomjesečnu posudbu u njemački Karlsruher SC. Nakon dvije sezone u Karlsruher SC-u odlazi u grčki AEK, u Atenu. Poslije AEK-a kratko je tijekom 2011. godine bio u ukrajinskom prvoligaškom klubu Volinj Luck a zatim je, u ožujku 2012. godine, potpisao za HNK Rijeku.

## Reprezentativna karijera
Za hrvatsku nogometnu reprezentaciju odigrao je jednu utakmicu, prijateljsku protiv slovačke nogometne reprezentacije, 16. listopada 2007. godine u Rijeci, (3:0).

## Zanimljivosti i prijepori
- Bio je u braku s hrvatskom pjevačicom, modelom, i spisateljicom Nives Celzijus.
- U siječnju 2007. turski klub Bešiktaš je već potpisao ugovor s Drpićem, ali zbog toga što je u sezoni 2005./06. u zadnjoj utakmici protiv Hajduka pokazao Torcidi svoju stražnjicu, Bešiktaš je odbio Drpića, a njegov suigrač Gordon Schildenfeld je otišao u Tursku.
- Tijekom ljetovanja na otoku Krku, u kolovozu 2008. godine, njegovog sina Leonea su zamalo oteli britanski turisti jer su ga zamijenili s nestalom Britankom, malom Madeleine McCann.[4][5]

## Priznanja
Dinamo Zagreb
- Prvak Hrvatske (4): 2002./03., 2005./06., 2006./07., 2007./08.
- Hrvatski nogometni kup (3): 2004., 2007., 2008.

## Vanjske poveznice
- Profil na stranicama NK Dinamo  Arhivirana inačica izvorne stranice od 10. veljače 2009. (Wayback Machine)
- Drpićev profil na stranici SoccerFacts UK  Arhivirana inačica izvorne stranice od 5. ožujka 2016. (Wayback Machine)